# Боткин, Пётр Кононович
Петр Кононович Бо́ткин (15 мая 1771/1781, Торопец, Псковская губерния — 2 июля 1853, Москва) — потомственный почетный гражданин Москвы, представитель династии русских купцов, меценат и благотворитель. Петра Боткина называют «пионером чайного дела» в России.

## Биография
Точный год рождения Петра Кононовича Боткина не установлен. По одним источникам он родился в 1771 году, по другим в 1781 году. Петр Кононович Боткин родился 15 мая. Его отец Конон Боткин был вольным посадским человеком. В 1791 году вслед за отцом и братом Дмитрием Петр Боткин переселился в Москву. В столице Боткины занялись текстильным производством. Через время П. Боткин записался в купцы первой гильдии, занялся чайной торговлей. Впоследствии Петр Боткин был признан «пионером чайного дела» в России.
В 1801 году Боткины основали фирму «П. Боткин и сыновья». Она специализировалась на оптовой торговле чаем и имела собственную закупочную контору в Кяхте (граница с нынешней Монголией). В этом месте купеческая династия Боткиных открыла главный таможенный пункт. В нём текстиль с семейной фабрики обменивался на чай. У фирмы Боткиных имелись склады и магазин на Нижегородской ярмарке, торговые отделения были в Ханькоу и Шанхае в Китае, в Лондоне и в Гостином дворе Санкт-Петербурга. Оборот фирмы «П.Боткин и сыновья» составил несколько миллионов рублей. В Тульской губернии было построено два сахарных завода.
Петр Боткин был крупным благотворителем и регулярно занимался меценатством. Он жертвовал средства в поддержку церквей и сиротских приютов. За это он был награждён орденом святого Владимира.

## Семья
Петр Боткин был дважды женат, обе его супруги рано скончались. Из его двадцати пяти детей выжило четырнадцать — девять сыновей и пять дочерей, которым он дал прекрасное образование, устраивал учиться в лучшие пансионы и не мешал заниматься любимым делом. Старшие сыновья, которых отец хотел привлечь к семейной работе, имели редкую возможность заниматься самообразованием и путешествовать. В доме Боткиных гостили Н. В. Гоголь, А. И. Герцен, Н. П. Огарев, И. С. Тургенев, Л. Н. Толстой, актёры М. С. Щепкин, П. С. Мочалов. В их доме жили В. Г. Белинский и историк Т. Н. Грановский.
После войны 1812 года Петр Боткин приобрел особняк на Земляном валу, д. 35. Сейчас на этом доме находится мемориальная доска, что в нём родился врач С. П. Боткин в 1832 году.
В 1832 году Петр Боткин купил усадьбу в Петроверигском переулке, д. 4, где и жил вместе с семьей.
Петр Боткин скончался в 1853 году, оставив духовное завещание «по английскому образцу». Два старших сына от каждого брака получали в равных долях дом и весь капитал. Все остальные дети получали по 20 тысяч рублей. По свидетельству современников, «следует отдать должную справедливость этой почтенной семье, что такое неравномерное распределение наследства нисколько не нарушило искренности дружеских отношений между братьями».